# Paravelleda kenyensis
Paravelleda kenyensis är en skalbaggsart som först beskrevs av Stefan von Breuning 1936.  Paravelleda kenyensis ingår i släktet Paravelleda och familjen långhorningar.
Artens utbredningsområde är Kenya. Inga underarter finns listade i Catalogue of Life.